# Langfühleriger Schmetterlingshaft
Der Langfühlerige Schmetterlingshaft (Libelloides longicornis) ist ein Netzflügler aus der Familie der Schmetterlingshafte (Ascalaphidae).

## Beschreibung
Die Tiere erreichen eine Flügelspannweite von 38 bis 58 Millimetern. Sowohl ihre Vorder- als auch ihre Hinterflügel haben ein zitronengelb gefärbtes Adernetz und sind sonst durchsichtig. Lediglich am Ansatz der Hinterflügel und an einem dreieckigen, an der zur Flügelspitze zeigenden Seite sichelförmig eingebuchteten Fleck, sind sie schwarz gefärbt. Der Körper ist genauso wie die langen Fühler, die an den Enden verdickt sind, schwarz.

## Lebensweise
Im Verhalten sind die Langfühlerigen Schmetterlingshafte anders als ihre Verwandten. Sie haben ihre Flügel immer in Ruheposition an den Körper gelegt, außer wenn es kühl ist. Sie fliegen von Juni bis August.

## Vorkommen
Diese Art ist deutlich stärker an Wärme gebunden als der ähnliche Libellen-Schmetterlingshaft (Libelloides coccajus). Man findet sie in Mitteleuropa nur sehr selten, ebenfalls in der Nähe von Geröllfeldern. In Deutschland kommen sie gelegentlich um den Kaiserstuhl und Würzburg vor. Sie sind im Süden Europas verbreitet, fehlen aber im Südosten und im Osten. Die beiden genannten Arten schließen sich in ihrem Vorkommen aber fast gänzlich aus. Ist dies nicht der Fall, fliegen sie aber zeitversetzt. Im Wallis sollen Kreuzungen dieser Arten gesichtet worden sein.

## Paarung
Die Paarung findet meist am späten Vormittag oder zu Mittag, nach dem Aufwärmen statt. Das Männchen packt nach einem kurzen Kampf das Weibchen mit seiner Hinterleibszange an der Spitze des Abdomens, um sich mit ihm ins Gras abzusetzen. Die Weibchen legen dann ihre weißen Eier in eng aneinanderliegenden Doppelreihen an Stängeln ab.